# Festival Elsy Jacobs
Festival Elsy Jacobs, voluit Festival Luxembourgeois du cyclisme féminin Elsy Jacobs (voorheen Grote Prijs Elsy Jacobs) is een Luxemburgse wielerwedstrijd voor vrouwen, vernoemd naar de Luxemburgse wielrenster Elsy Jacobs (1933-1998). Zij was in 1958 de eerste wereldkampioene bij de vrouwen.

## Geschiedenis
Van 2008 tot 2011 was het een eendagwedstrijd met een UCI 1.2-classificatie in 2008 en van 2009-2011 als een 1.1-wedstrijd. De start- en aankomstplaats van de eendagswedstrijd was Garnich (de geboorteplaats van Elsy Jacobs) in het Kanton Capellen. Deze wedstrijden stonden achtereenvolgens op 26 april (93 km), 1 mei (100 km), 1 mei (114 km) en 30 april (114 km) op de wielerkalender.
Van 2012-2022 was het een driedaagse rittenkoers met telkens een proloog als openingsrit. Van 2012-2019 kreeg het de 2.1-classificatie, van 2020-2023 stond de wedstrijd op de UCI Women's ProSeries-kalender met een 2.Pro-classificatie. De editie van 2020 werd echter niet verreden vanwege de coronapandemie. In 2023 stonden er alleen twee ritten in lijn op het programma. In 2024 werden deze twee ritten als losse eendagswedstrijden verreden, respectievelijk als Festival Elsy Jacobs à Garnich en Festival Elsy Jacobs à Luxembourg.
Vanaf 2012 fungeerden naast Garnich respectievelijk ook Luxemburg, Mamer, Cessange, Steinfort en Kahler als start- en/of finishplaats van een etappe in een of meerdere edities.
De Nederlandse Marianne Vos is samen met de Poolse Marta Lach recordhoudster met drie zeges, beide met drie opeenvolgende. Vos deed dit in 2011 in de eendagswedstrijd en in 2012 en 2013 met de eindzege in de meerdaagsekoers. Lach won in 2024 de beide losse koersen en in 2025 de eerste.

## Eindpodia
| Jaar                | Eerste                               | Tweede                               | Derde                                |
| Eendagswedstrijd    | Eendagswedstrijd                     | Eendagswedstrijd                     | Eendagswedstrijd                     |
| ------------------- | ------------------------------------ | ------------------------------------ | ------------------------------------ |
| 2008                | Monia Baccaille                      | Nathalie Lamborelle                  | Marina Romoli                        |
| 2009                | Svetlana Boebnenkova                 | Grace Verbeke                        | Iris Slappendel                      |
| 2010                | Emma Pooley                          | Monia Baccaille                      | Andrea Bosman                        |
| 2011                | Marianne Vos                         | Judith Arndt                         | Emma Johansson                       |
| Meerdaagsewedstrijd |                                      |                                      |                                      |
| 2012                | Marianne Vos                         | Annemiek van Vleuten                 | Adrie Visser                         |
| 2013                | Marianne Vos                         | Giorgia Bronzini                     | Emma Johansson                       |
| 2014                | Anna van der Breggen                 | Marianne Vos                         | Shelley Olds                         |
| 2015                | Anna van der Breggen                 | Annemiek van Vleuten                 | Lucinda Brand                        |
| 2016                | Katarzyna Niewiadoma                 | Katrin Garfoot                       | Anna van der Breggen                 |
| 2017                | Christine Majerus                    | Eugenia Bujak                        | Ashleigh Moolman                     |
| 2018                | Letizia Paternoster                  | Christine Majerus                    | Alexis Ryan                          |
| 2019                | Lisa Brennauer                       | Demi Vollering                       | Lizzy Banks                          |
| 2020                | Niet verreden vanwege coronapandemie | Niet verreden vanwege coronapandemie | Niet verreden vanwege coronapandemie |
| 2021                | Emma Norsgaard                       | Leah Kirchmann                       | Maria Giulia Confalonieri            |
| 2022                | Marta Bastianelli                    | Veronica Ewers                       | Silvia Persico                       |
| 2023                | Ally Wollaston                       | Marta Bastianelli                    | Anouska Koster                       |
| Eendagswedstrijden  |                                      |                                      |                                      |
| 2024                | Marta Lach                           | Christine Majerus                    | Katrine Aalerud                      |
| 2024                | Marta Lach                           | Scarlett Souren                      | Anouska Koster                       |
| 2025                | Marta Lach                           | Maria Giulia Confalonieri            | Sarah Van Dam                        |
| 2025                | Martina Fidanza                      | Valentine Fortin                     | Barbara Guarischi                    |

Meervoudige winnaars
| Overwinningen | Renster              | Jaren            |
| ------------- | -------------------- | ---------------- |
| 3             | Marianne Vos         | 2011, 2012, 2013 |
| 3             | Marta Lach           | 2024 (2x), 2025  |
| 2             | Anna van der Breggen | 2014, 2015       |

Overwinningen per land
| Overwinningen | Land                                                                          |
| ------------- | ----------------------------------------------------------------------------- |
| 5             | Nederland                                                                     |
| 4             | Italië, Polen                                                                 |
| 1             | Denemarken, Duitsland, Luxemburg, Nieuw-Zeeland, Rusland, Verenigd Koninkrijk |

## Etappes

### 2012
|           | Start - Finish        | Datum | Afstand  | Eerste               | Tweede       | Derde                  |
| --------- | --------------------- | ----- | -------- | -------------------- | ------------ | ---------------------- |
| Proloog   | Luxemburg - Luxemburg | 27/04 | 001,7 km | Annemiek van Vleuten | Judith Arndt | Hanka Kupfernagel      |
| 1e etappe | Garnich - Garnich     | 28/04 | 102,6 km | Marianne Vos         | Adrie Visser | Pauline Ferrand-Prevot |
| 2e etappe | Mamer - Mamer         | 29/04 | 099,1 km | Annemiek van Vleuten | Marianne Vos | Evelyn Arys            |

### 2013
|           | Start - Finish    | Datum | Afstand  | Eerste               | Tweede           | Derde               |
| --------- | ----------------- | ----- | -------- | -------------------- | ---------------- | ------------------- |
| Proloog   | Mamer - Mamer     | 26/04 | 001,8 km | Annemiek van Vleuten | Marianne Vos     | Annette Edmondson   |
| 1e etappe | Garnich - Garnich | 27/04 | 102,6 km | Giorgia Bronzini     | Ashleigh Moolman | Katarzyna Pawlowska |
| 2e etappe | Mamer - Mamer     | 28/04 | 099,1 km | Marianne Vos         | Giorgia Bronzini | Emma Johansson      |

### 2014
|           | Start - Finish        | Datum | Afstand  | Eerste               | Tweede         | Derde            |
| --------- | --------------------- | ----- | -------- | -------------------- | -------------- | ---------------- |
| Proloog   | Luxemburg - Luxemburg | 02/05 | 002,6 km | Marianne Vos         | Ellen van Dijk | Shelley Olds     |
| 1e etappe | Garnich - Garnich     | 03/05 | 102,6 km | Anna van der Breggen | Shelley Olds   | Giorgia Bronzini |
| 2e etappe | Mamer - Mamer         | 04/05 | 099,1 km | Marianne Vos         | Emma Johansson | Julie Leth       |

### 2015
|           | Start - Finish    | Datum | Afstand  | Eerste               | Tweede               | Derde                |
| --------- | ----------------- | ----- | -------- | -------------------- | -------------------- | -------------------- |
| Proloog   | Garnich - Garnich | 01/05 | 005,6 km | Anna van der Breggen | Annemiek van Vleuten | Ann-Sophie Duyck     |
| 1e etappe | Garnich - Garnich | 02/05 | 108,2 km | Elena Cecchini       | Lucinda Brand        | Amanda Spratt        |
| 2e etappe | Mamer - Mamer     | 04/05 | 099,1 km | Floortje Mackaij     | Katrin Garfoot       | Katarzyna Niewiadoma |

### 2016
|           | Start - Finish        | Datum | Afstand  | Eerste               | Tweede            | Derde             |
| --------- | --------------------- | ----- | -------- | -------------------- | ----------------- | ----------------- |
| Proloog   | Cessange - Cessange   | 29/04 | 002,8 km | Annemiek van Vleuten | Marianne Vos      | Ellen van Dijk    |
| 1e etappe | Steinfort - Steinfort | 30/04 | 106,9 km | Lotta Lepistö        | Amalie Dideriksen | Eugenia Bujak     |
| 2e etappe | Garnich - Garnich     | 01/05 | 111,1 km | Katarzyna Niewiadoma | Katrin Garfoot    | Christine Majerus |

### 2017
|           | Start - Finish        | Datum | Afstand  | Eerste            | Tweede        | Derde             |
| --------- | --------------------- | ----- | -------- | ----------------- | ------------- | ----------------- |
| Proloog   | Cessange - Cessange   | 28/04 | 002,8 km | Ashleigh Moolman  | Lisa Klein    | Christine Majerus |
| 1e etappe | Steinfort - Steinfort | 29/04 | 097,7 km | Christine Majerus | Eugenia Bujak | Ashleigh Moolman  |
| 2e etappe | Garnich - Garnich     | 30/04 | 111,1 km | Elise Delzenne    | Eugenia Bujak | Christine Majerus |

### 2018
|           | Start - Finish        | Datum | Afstand  | Eerste              | Tweede        | Derde                 |
| --------- | --------------------- | ----- | -------- | ------------------- | ------------- | --------------------- |
| Proloog   | Cessange - Cessange   | 27/04 | 002,8 km | Lisa Klein          | Amy Pieters   | Cecilie Uttrup Ludwig |
| 1e etappe | Steinfort - Steinfort | 28/04 | 097,7 km | Christine Majerus   | Alexis Ryan   | Eugenia Bujak         |
| 2e etappe | Garnich - Garnich     | 29/04 | 111,1 km | Letizia Paternoster | Lotta Lepistö | Elisa Balsamo         |

### 2019
|           | Start - Finish        | Datum | Afstand  | Eerste         | Tweede         | Derde                     |
| --------- | --------------------- | ----- | -------- | -------------- | -------------- | ------------------------- |
| Proloog   | Kahler - Garnich      | 10/05 | 002,7 km | Demi Vollering | Lisa Brennauer | Riejanne Markus           |
| 1e etappe | Steinfort - Steinfort | 11/05 | 107,1 km | Marta Lach     | Lizzy Banks    | Franziska Koch            |
| 2e etappe | Garnich - Garnich     | 12/05 | 111,1 km | Lisa Brennauer | Emilia Fahlin  | Maria Giulia Confalonieri |

### 2020
Niet verreden in verband met coronapandemie.

### 2021
|           | Start - Finish        | Datum | Afstand  | Eerste         | Tweede                    | Derde            |
| --------- | --------------------- | ----- | -------- | -------------- | ------------------------- | ---------------- |
| Proloog   | Cessange - Cessange   | 30/04 | 002,2 km | Lorena Wiebes  | Leah Kirchmann            | Karlijn Swinkels |
| 1e etappe | Steinfort - Steinfort | 01/05 | 125,1 km | Emma Norsgaard | Maria Giulia Confalonieri | Leah Kirchmann   |
| 2e etappe | Garnich - Garnich     | 12/05 | 105,3 km | Emma Norsgaard | Maria Giulia Confalonieri | Sofia Bertizzolo |

### 2022
|           | Start - Finish        | Datum | Afstand  | Eerste            | Tweede            | Derde            |
| --------- | --------------------- | ----- | -------- | ----------------- | ----------------- | ---------------- |
| Proloog   | Cessange - Cessange   | 29/04 | 002,2 km | Anna Henderson    | Demi Vollering    | Silvia Persico   |
| 1e etappe | Steinfort - Steinfort | 30/04 | 121,4 km | Marta Bastianelli | Silvia Persico    | Demi Vollering   |
| 2e etappe | Garnich - Garnich     | 01/05 | 109,3 km | Veronica Ewers    | Marta Bastianelli | Karlijn Swinkels |

### 2023
|           | Start - Finish        | Datum | Afstand  | Eerste            | Tweede            | Derde               |
| --------- | --------------------- | ----- | -------- | ----------------- | ----------------- | ------------------- |
| 1e etappe | Luxemburg - Steinfort | 29/04 | 111,1 km | Marta Bastianelli | Ally Wollaston    | Eleonora Gasparrini |
| 2e etappe | Luxemburg - Garnich   | 30/04 | 115,6 km | Ally Wollaston    | Marta Bastianelli | Anouska Koster      |

### 2024
In 2024 werden twee losse eendagswedstrijden verreden, respectievelijk als Festival Elsy Jacobs à Garnich met start en aankomst in Garnich en Festival Elsy Jacobs à Luxembourg van en naar Cessange.
| Start - Finish      | Datum | Afstand  | Eerste     | Tweede            | Derde           |
| ------------------- | ----- | -------- | ---------- | ----------------- | --------------- |
| Garnich - Garnich   | 27/04 | 112,4 km | Marta Lach | Christine Majerus | Katrine Aalerud |
| Cessange - Cessange | 28/04 | 121,6 km | Marta Lach | Scarlett Souren   | Anouska Koster  |

### 2025
In 2025 werden net als in 2024 twee losse eendagswedstrijden verreden, respectievelijk als Festival Elsy Jacobs à Garnich met start en aankomst in Garnich en Festival Elsy Jacobs à Luxembourg van en naar Cessange.
| Start - Finish      | Datum | Afstand  | Eerste          | Tweede                    | Derde             |
| ------------------- | ----- | -------- | --------------- | ------------------------- | ----------------- |
| Garnich - Garnich   | 03/05 | 112,4 km | Marta Lach      | Maria Giulia Confalonieri | Sarah Van Dam     |
| Cessange - Cessange | 04/05 | 121,6 km | Martina Fidanza | Valentine Fortin          | Barbara Guarischi |

2008 · 2009 · 2010 · 2011 · 2012 · 2013 · 2014 · 2015 · 2016 · 2017 · 2018 · 2019 · 2020 · 2021 · 2022 · 2023 · 2024